# John W. Meriwether
John William Meriwether (Chicago, 10 de agosto de 1947), é um executivo de fundos de hedge americano.

## Educação
Meriwether obteve um diploma de graduação pela Northwestern University e um MBA pela Booth School of Business da University of Chicago.

## Carreira Profissional

### Salomon Brothers
Após a graduação, Meriwether mudou-se para Nova York, onde trabalhou como corretor de títulos na Salomon Brothers. Na Salomon, Meriwether ascendeu para se tornar o chefe do grupo de arbitragem de renda fixa doméstica no início dos anos 1980 e vice-presidente da empresa em 1988.

Em 1991, Salomon foi pego em um escândalo de negociação de títulos do Tesouro perpetrado por um subordinado de Meriwether, Paul Mozer. Meriwether foi penalizado pela justiça em $ 50.000.

### LTCM
Meriwether criou o fundo de hedge Long-Term Capital Management em 1994. O fundo entrou em colapso em 1998.

Os livros "When Genius Failed: The Rise and Fall of Long-Term Capital Management" e "Inventing Money: The Story of Long-Term Capital Management and the Legends Behind It" detalham os eventos que levaram ao fim da Long-Term Capital Management.

### JWM Partners
Um ano após o colapso da LTCM, em 1999, Meriwether fundou a JWM Partners LLC. O fundo de hedge abriu com US$ 250 milhões sob gestão e em 2007 tinha aproximadamente US$ 3 bilhões.
De setembro de 2007 a fevereiro de 2009, durante a Grande Recessão, seu fundo principal perdeu 44%. Em 8 de julho de 2009, Meriwether fechou o fundo.

### JM Advisors
Meriwether abriu seu terceiro fundo de hedge, chamado JM Advisors Management, em 2010.

Espera-se que o fundo use estratégias semelhantes às do LTCM e do JWM, ou seja, "arbitragem de valor relativo" altamente alavancada. Em março de 2011, no entanto, o JM Advisors Macro Fund havia levantado apenas US$ 28,85 milhões.

## Corridas de puro-sangue
Meriwether é dono de cavalos puro-sangue há vários anos e é membro do conselho de diretores da New York Racing Association (NYRA). Ele fez campanha notavelmente para Buckhan, o vencedor do Washington, D.C. International Stakes de 1993.